# 1820
1820 (MDCCCXX) fue un año bisiesto comenzado en sábado según el calendario gregoriano.

## Acontecimientos

### Enero
- 1 de enero: en Las Cabezas de San Juan (Sevilla) sucede una insurrección militar al mando de Rafael del Riego para reinstaurar la Constitución de 1812, que se conseguirá el 19 de marzo.
- 8 de enero: en la posta de Arequito (Argentina), oficiales del ejército unitario porteños se sublevan para no ser obligados a participar en la guerra civil contra los federales argentinos (Motín de Arequito).
- 28 de enero: llega a las costas antárticas la expedición rusa comandada por Fabian Gottlieb von Bellingshausen y Mijaíl Petróvich Lazárev.
- 29 de enero: 
  - En Londres (Inglaterra), Jorge IV asciende al trono. Terminando así el periodo conocido como la Regencia Inglesa.
  - José Artigas es derrotado en la Batalla de Tacuarembó, con lo que la Banda Oriental es incorporada definitivamente a Portugal.
- 30 de enero: Edward Bransfield desembarca en la Antártida.

### Febrero
- 1 de febrero: en el norte de la provincia de Buenos Aires, 20 km al norte de la aldea Pergamino, el ejército federal vence al ejército unitario en la Primera batalla de Cepeda. Termina el gobierno centralizado de Buenos Aires.
- 3 de febrero: en Chile, Lord Thomas Cochrane se apodera de la ciudad de Valdivia, terminando con uno de los bastiones españoles de importancia en la costa Pacífico.
- 6 de febrero: 
  - Ochenta y seis colonos afroestadounidenses libres parten del puerto de Nueva York hacia Freetown en Liberia.
  - En Chile, el corsario Thomas Cochrane ocupa Valdivia en nombre de la República de Chile.
- 14 de febrero: en París (Francia) los antimonárquicos asesinan al duque Carlos de Berry.
- 20 de febrero: en la aldea guatemalteca de Santa María Chiquimula (departamento eh) comienza una revuelta contra los españoles.
- 23 de febrero: 
  - En Londres es descubierta la Conspiración de la Calle Cato, que pretendía asesinar al primer ministro Lord Liverpool y todo su gabinete de ministros. Los conspiradores serán ejecutados el 1 de mayo.
  - En Pilar (provincia de Buenos Aires) se firma el Tratado del Pilar, que establece las bases del federalismo en la Argentina.

### Marzo
- 6 de marzo: James Monroe firma el Compromiso de Misuri.
- 9 de marzo: en España, los liberales abolen la Santa Inquisición católica.
- 10 de marzo: Juramento de la Constitución de Cádiz por Fernando VII de España.
- 15 de marzo: Maine es admitido como el 23.º estado de los Estados Unidos de América.

### Abril
- 6 de abril: Según el credo de los miembros de su denominación religiosa, Joseph Smith habría tenido una visión de Dios y de Jesucristo, que será el comienzo de la restauración de la Iglesia de Jesucristo de los Santos de los Últimos Días.
- 19 de abril: se encuentra la Venus de Milo

### Mayo
- 1 de mayo: en Londres (Inglaterra) son ejecutados los implicados en la Conspiración de la Calle Cato.

### Junio
- 8 de junio: Se hace oficial la conformación de los estados alemanes en una Federación mediante el "Acta de Viena".
- 9 de junio: Abolición de la Inquisición en la Nueva España.
- 28 de junio: en la Argentina tiene lugar la Batalla de Cañada de la Cruz, victoria de la provincia de Santa Fe sobre la de Buenos Aires, que lleva a su punto máximo la Anarquía del Año XX.

### Julio
- 9 de julio: Insurrección de los Carbonarios en Nápoles al mando del General Guglielmo Pepe en contra de Fernando I de las Dos Sicilias.

### Agosto
- 5 de agosto: Se creó la provincia de Esmeraldas en Ecuador
- 24 de agosto: en Oporto (Portugal) se realiza un pronunciamiento constitucionalista.

### Septiembre
- 2 de septiembre: en Argentina se libra la Batalla de Gamonal.
- 4 de septiembre: el zar Alejandro I declara que la influencia rusa en América se extiende hacia el sur hasta Oregón y prohíbe la navegación en las aguas de Alaska.
- 15 de septiembre: en Oporto (Portugal) se realiza un pronunciamiento constitucionalista.
- 29 de septiembre: en la actual Argentina, el caudillo Francisco Ramírez funda la República de Entre Ríos, independizada de Buenos Aires.

### Octubre
- 8 de octubre: Jean Pierre Boyer reunifica la isla de Haití tras la muerte de Henri Christophe.
- 9 de octubre: Guayaquil declara su independencia del Imperio español.
- 20 de octubre: España y Estados Unidos acuerdan que el territorio de Florida pertenece al último país mencionado.

### Noviembre
- 3 de noviembre: Cuenca declara su independencia del Imperio español.
- 4 de noviembre: Elecciones presidenciales de Estados Unidos de 1820. El presidente y candidato demócrata-republicano James Monroe consigue ser reelegido después de una reñida victoria sobre el federalista John Quincy Adams, con 231 votos electorales sobre 228.
- 9 de noviembre: Conspiración de la Profesa en la Ciudad de México. Agustín de Iturbide es puesto al mando del Ejército del Sur por el Virrey Juan Ruiz de Apodaca para combatir a Vicente Guerrero.
- 19 de noviembre: La Santa Alianza firma un protocolo de intervención contra las revoluciones constitucionalistas en el Congreso de Troppau (Opava).
- 26 de noviembre: Fin del Decreto de Guerra a Muerte en Trujillo (Venezuela) por el Libertador de naciones, Simón Bolívar.

### Sin fecha
- En España se desamortizan los bienes de la Iglesia católica.
- En España finaliza la Intendencia de Córdoba del Tucumán, después de desembarcar el 5 de enero.
- En el estado de Massachusetts (Estados Unidos) se aplica el sufragio universal.
- Costa Rica exporta café por primera vez.

## Arte y literatura
- Walter Scott: Ivanhoe.
- John Keats: Oda a una urna griega.
- Henri de Saint-Simon: Del sistema industrial.

## Ciencia y tecnología
- Thomas Robert Malthus: Principios de Economía política.
- Wilhelm von Humboldt: Sobre el estudio comparativo de las lenguas.
- Blainville describe por primera vez la foca leopardo (Hydrurga leptonyx).
- Leonard Koecker Odontólogo propone la cauterización del tejido expuesto en la pulpa humana y cubierto de una hoja o lámina de plomo.

## Nacimientos

### Enero
- 9 de enero: Pavel Krizkovsky, compositor checo (f. 1885).
- 17 de enero: Anne Brontë, novelista y poetisa británica (f. 1849).
- 17 de enero: Céline Fallet, profesora, autora de novelas, obras de teatro, obras morales y didácticas (f. 1895).
- 20 de enero: Anne Clough, una de las primeras sufragistas inglesas y promotora de la educación superior de las mujeres.(f. 1892).
- 25 de enero: Pablo Herrera González, abogado, anticuario, escritor, periodista y político ecuatoriano(f. 1896).
- 27 de enero: Helena Lefroy, botánica irlandesa.(f. 1908).
- 28 de enero: Vilhelm Pedersen, marino e ilustrador danés (f. 1859).
- 31 de enero: Concepción Arenal, socióloga, pedagoga y ensayista gallega (f. 1893).

### Febrero
- 1 de febrero: Luis José Sartorius, periodista y político español (f. 1871).
- 7 de febrero: Juan José Bueno y Leroux, abogado, literato, bibliotecario y bibliógrafo español, representante del costumbrismo andaluz (f. 1881).
- 28 de febrero: sir John Tenniel, dibujante británico (f. 1914)..

### Marzo
- 9 de marzo: Nicolás Díaz de Benjumea, pperiodista y cervantista español (f. 1884).
- 14 de marzo: Víctor Manuel II, primer rey italiano entre 1861 y 1878 (f. 1878).
- 20 de marzo: Niceto de Zamacois, escritor y historiador español afincado en México (f. 1885)
- 24 de marzo: Fanny Crosby,  letrista, poeta, compositora misionera metodista estadounidense (f. 1915)
- 30 de marzo: Anna Sewell,  novelista británica, (f. 1878)

### Abril
- 26 de abril: Alice Cary, poetisa estadounidense (f. 1871).

### Mayo
- 12 de mayo: Florence Nightingale, enfermera británica, pionera de la enfermería profesional moderna (f. 1910).
- 25 de mayo: Adeline Morrison Swain, escritora, política y sufragista estadounidense (f. 1899).

### Junio
- 15 de junio: Modesto Cubillas, tejero y labrador español que descubrió de las cuevas de Altamira  (f. 1881).
- 28 de junio: Rosa Duarte, activista en la causa de la independencia dominicana (f. 1888).

### Julio
- 5 de julio: William John Macquorn Rankine ingeniero y físico británico (f. 1872).
- 25 de julio: Juan Carlos Gómez periodista, escritor y político uruguayo (f. 1884).
- 26 de julio: Maria Severa Onofriana cantante y guitarrista de fado portuguesa (f. 1846).
- 31 de julio: Ignacio Escudero y Valdivieso político y profesor peruano (f. 1866).
- 31 de julio: Mary Estlin activista británica y figura destacada en las campañas contra la esclavitud y la prostitución en Gran Bretaña (f. 1902).

### Agosto
- 10 de agosto: José Valenzuela y Márquez doctor y político español (f. 1881).
- 12 de agosto: José María Iparraguirre, poeta y músico popular (f. 1881).
- 13 de agosto: George Grove, escritor sobre música y editor británico (f. 1900).
- 17 de agosto: Sidonie de la Houssaye, escritora francófona estadounidense (f. 1894).
- 20 de agosto: Agustina González y Romero, poetisa española que perteneció a un notable grupo de satíricos de finales del siglo XIX. (f. 1897).

### Septiembre
- 8 de septiembre: Matilda Hays, escritora, periodista y actriz a tiempo parcial inglesa (f. 1897).
- 9 de septiembre: Giacomo Zanella, poeta italiano (f. 1888).

### Octubre
- 7 de octubre: Jean-Charles Houzeau, astrónomo y periodista belga (f. 1888).
- 23 de octubre: Francisco Javier Llorens y Barba, filósofo español catedrático de la Universidad de Barcelona (f. 1872).

### Noviembre
- 2 de noviembre: Ventura Ruiz Aguilera, escritor español (f. 1881).
- 11 de noviembre: María Valdés Mendoza, poetisa y escritora cubana (f. 1896).
- 20 de noviembre: Antonio María Aguilar, astrónomo español (f. 1882).
- 22 de noviembre: Katherine Plunket, ilustradora, aristócrata y supercentenaria irlandesa (f. 1932).
- 26 de noviembre: Teodora Lamadrid, actriz española destacada del teatro romántico español (f. 1896).
- 28 de noviembre: Friedrich Engels, filósofo y revolucionario alemán (f. 1895).

### Diciembre
- 12 de diciembre: Carolina Coronado, escritora española (f. 1911).
- 24 de diciembre: Justin Clinchant, general de división del Ejército francés (f. 1881).

### Fechas desconocidas
- Apolinar Castillo, político y gobernador mexicano (f. 1892).
- Severo Chumbita, guerrillero montonero argentino (f. 1880).
- María Martínez, guitarrista y cantante cubana.

## Fallecimientos

### Enero
- 22 de enero: Pantaleón Sotelo, militar uruguayo artiguista.
- 29 de enero: Jorge III, rey británico (n. 1738).

### Febrero
- 13 de febrero: Ángel Hubac, mercenario francés participante en las guerras civiles argentinas (n. 1780).

### Junio
- 19 de junio: Joseph Banks, naturalista y botánico británico (n. 1743).
- 20 de junio: Manuel Belgrano, abogado, político y militar argentino, creador de la bandera argentina (n. 1770).

### Agosto
- 7 de agosto: Elisa Bonaparte, duquesa de Toscana, hermana de Napoleón Bonaparte (n. 1777).

### Septiembre
- 16 de septiembre: Marie Bigot, profesora de piano y compositora francesa (n. 1786)
- 24 de septiembre: Pedro Aranaz, maestro de capilla y compositor español (n. 1740).

### Octubre
- 15 de octubre: Carlos Felipe de Schwarzenberg, militar austríaco (n. 1771).

### Diciembre
- 25 de diciembre: Manuel de Lardizábal y Urive, jurista español de origen mexicano (n. 1739).